# Felip de Waldeck-Eisenberg
Felip de Waldeck-Eisenberg (en alemany Philipp Dietrich o Theodor von Waldeck-Eisenberg) va néixer a Arolsen (Alemanya) el 2 de novembre de 1614 i va morir a Korbach el 17 de desembre de 1645. Era un noble alemany, fill del comte Wolrad IV (1588-1640) i d'Anna Maria de Baden-Durlach (1587-1649).

## Matrimoni i fills
El 25 d'agost de 1639 es va casar a Culemborg amb Maria Magdalena de Nassau-Siegen (1623-1647), filla del comte Guillem (1592-1642) i de la comtessa Cristina d'Erbach (1596-1646). El matrimoni va tenir tres fills:
- Amàlia Caterina (1640-1699), casada amb Jordi Lluís I d'Erbach-Erbach (1643-1693).
- Enric Wolrad (1642-1664)
- Floris Guillem, nascut i mort el 1643.